# Maury Gertsman
Maurice „Maury“ Gertsman (* 17. Mai 1907 in Pennsylvanien, Vereinigte Staaten; † 13. Dezember 1999 in Encino, Kalifornien) war ein US-amerikanischer Kameramann.

## Leben

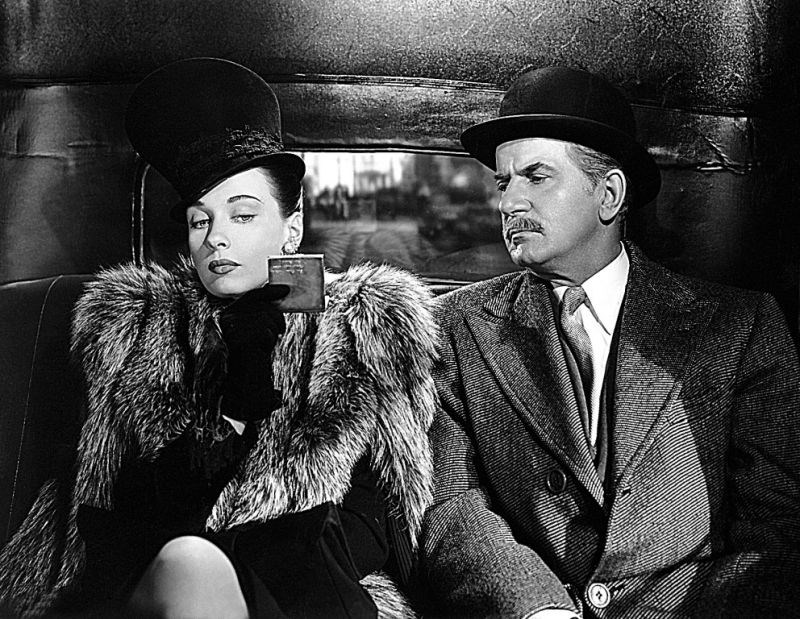
Patricia Morison und Frederick Worlock in dem von Gertsman fotografierten Sherlock-Holmes-Krimi Jagd auf Spieldosen (1946)

Gertsman verbrachte seine Kindheit u. a. in Grauton (New Hampshire) und kam schon sehr früh nach Kalifornien. Bei Anbruch der Tonfilmzeit ist er als Kameraschwenker, Kameraassistent und schließlich einfacher Kameramann beschäftigt worden und war in dieser Funktion 1934 auch an dem frühen Horrorfilmklassiker Der Werwolf von London beteiligt.
Inmitten des Zweiten Weltkriegs setzten ihn die Universal Studios als Chefkameramann ein – zunächst bei Kurzfilmen, ab 1944 auch bei abendfüllenden Spielfilmen. Gertsman diente im gesamten Verlauf seiner drei Jahrzehnte umspannenden Karriere als Cheffotograf ausschließlich B-Produktionen. Das bevorzugt von ihm betreute Genrefeld waren routinierte und künstlerisch ambitionslose Western und Krimis. Gelegentlich fotografierte Gertsman auch Kostüm- und Fantasystoffe, seltener Romanzen und Liebesgeschichten. Sporadisch kehrte er auch in das Horrorfilm-Fach zurück. 1954 sorgte er für die Gestaltung des harten autobiographischen Kriegsfilms Zur Hölle und zurück mit Westernstar Audie Murphy.
Mit Beginn der 1960er Jahre verlagerte Maury Gertsman seine Arbeit zum Serienfernsehen und war viele Jahre lang der Chefkameramann zweier langlebiger Comedyshows mit Lucille Ball, Hoppla Lucy! und Here’s Lucy!. 1974 zog er sich ins Privatleben zurück.

## Filmografie
- 1934: Des Sträflings Lösegeld (Great Expectations) (Kameraassistent)
- 1942: Campus Capers (Kurzfilm)
- 1944: Trail to Gunsight
- 1945: Blonde Ransom
- 1945: The Jungle Captive
- 1945: Strange Confession
- 1946: Blonde Alibi
- 1946: Die Werwölfin von London (She-Wolf of London)
- 1946: Jagd auf Spieldosen (Dressed to Kill)
- 1946: Juwelenraub (Terror by Night)
- 1947: Time out of Mind
- 1947: Singapur (Singapore)
- 1948: Ehe ohne Liebe (Rachel and the Stranger)
- 1948: Der Mann ohne Gesicht (Rogues’ Regiment)
- 1949: Die Brut des Satans (City Across the River)
- 1949: Kokain (Johnny Stool Pigeon)
- 1950: Südsee-Vagabunden (South Sea Sinner)
- 1950: Revolverlady (Frenchie)
- 1950: Im Lande der Comanchen (Comanche Territory)
- 1950: Alter schützt vor Liebe nicht (Louisa)
- 1951: Piraten von Macao (Smuggler‘s Island)
- 1951: Der große Zug nach Santa Fé (Cattle Drive)
- 1952: Zu allem entschlossen (Meet Danny Wilson)
- 1952: It Grows on Trees
- 1952: Der Sohn von Ali Baba (Son of Ali Baba)
- 1952: Unternehmen Rote Teufel (Red Ball Express)
- 1953: Der große Aufstand (The Great Sioux Uprising)
- 1953: Das gläserne Netz (The Glass Web)
- 1953: Das goldene Schwert (The Golden Blade)
- 1953: Auf verlorenem Posten (The Lone Hand)
- 1953: Allen Gefahren zum Trotz (Back to God's Country)
- 1954: Aufruhr in Laramie (Rails Into Laramie)
- 1954: Tanganyika
- 1954: Zur Hölle und zurück (To Hell and Back)
- 1955: Und wäre die Liebe nicht … (One Desire)
- 1955: Mit roher Gewalt (The Spoilers)
- 1955: Nur Du allein (Never Say Goodbye)
- 1956: Die Meute lauert überall (Raw Edge)
- 1956: Das Ungeheuer ist unter uns (The Creature Walks Among Us)
- 1956: Verdammte hinter Gittern (Behind the High Wall)
- 1957: Die Würfel sind gefallen (Gun Duel in Durango)
- 1957: Teufel im Nacken (Monkey on My Back)
- 1958: Jugend ohne Gesetz (Riot in Juvenile Prison)
- 1958: Der Satan mit den tausend Masken (How to Make a Monster)
- 1958: Timbuktu
- 1959: Abrechnung in Abilene (Gunfighters of Abilene)
- 1959: Gefahr in Havanna (Pier 5, Havana)
- 1959: Mörder-Trio (Three Came to Kill)
- 1959: Die schwarze Hand der Mafia (Inside the Mafia)
- 1960: Cage of Evil
- 1960: Im Visier (The Walking Target)
- 1960: Reiter der Vergeltung (Five Guns to Tombstone)
- 1960: Zwischen den Fronten (Frontier Uprising)
- 1961: Mister Ed (TV-Serie)
- 1961: Sechs schwarze Pferde (Six Black Horses)
- 1962–68: Hoppla Lucy! (TV-Serie)
- 1966: Der Sheriff schießt zurück (Gunfight in Abilene)
- 1968–74: Here’s Lucy! (TV-Serie)